# Streckbremse
Eine Streckbremse, auch Trailerbremse genannt, ist eine Bremse, die bei LKW-Gespannen (Sattel- oder Gliederzügen) im Fahrbetrieb über die Druckluftbremse nur auf den Anhänger bzw. Auflieger wirkt. Die Bremse wirkt damit unabhängig vom Zugfahrzeug, bzw. der Betriebsbremse. 
Die Bedienung der Streckbremse erfolgt im Fahrerhaus über einen eigenen, stufenweise regelbaren Hebel. Durch Strecken des Gespanns wird besonders bei Gefällefahrten ein Auflaufen oder gar Einknicken des Anhängers auf das Zugfahrzeug vermieden. 
In Deutschland ist dieses Bremssystem seit den 1980er Jahren verboten, da es aufgrund der vielfach missbräuchlichen Nutzung im normalen Fahrbetrieb (zur Schonung der Bremsen am Zugfahrzeug) vermehrt zu Unfällen gekommen ist.

## Quelle
- Patent  EP1923284B1: Streckbremseinrichtung für Kraftfahrzeuge. Angemeldet am 14. November 2007, veröffentlicht am 16. März 2016, Anmelder: Knorr Bremse Systeme für Nutzfahrzeuge GmbH, Erfinder: Michael Herges et al.‌